# Shūichi Yoshida
Shūichi Yoshida (jap. 吉田 四一 Yoshida Shūichi; ) – japoński zapaśnik walczący w stylu klasycznym. Olimpijczyk z Los Angeles 1932, gdzie odpadł w eliminacjach, w wadze półśredniej.

## Letnie Igrzyska Olimpijskie 1932
| Konkurencja          | Rundy eliminacyjne     | Rundy eliminacyjne       | Klas. końcowa |
| Konkurencja          | Przeciwnik I           | Przeciwnik II            | Miejsce       |
| -------------------- | ---------------------- | ------------------------ | ------------- |
| 72 kg styl klasyczny | Väinö Kajander (FIN) P | Ercole Gallegati (ITA) P | II runda      |